# Journal of Bacteriology
Journal of Bacteriology (abrégé en J. Bacteriol.) est une revue scientifique à comité de lecture. Ce journal bimensuel présente des articles de recherche originaux dans le domaine de la microbiologie.
D'après le Journal Citation Reports, le facteur d'impact de ce journal était de 3,940 en 2009. Actuellement, la direction éditoriale est assurée par Philip Matsumura (université de l'Illinois à Chicago, États-Unis).